# Pagėgiai
Pagėgiai (Ordenswalde jusqu'en 1945) est une ville frontalière de Lituanie, située dans l’apskritis de Tauragė.

## Démographie
En 2005 sa population était d’environ 2 200 habitants.

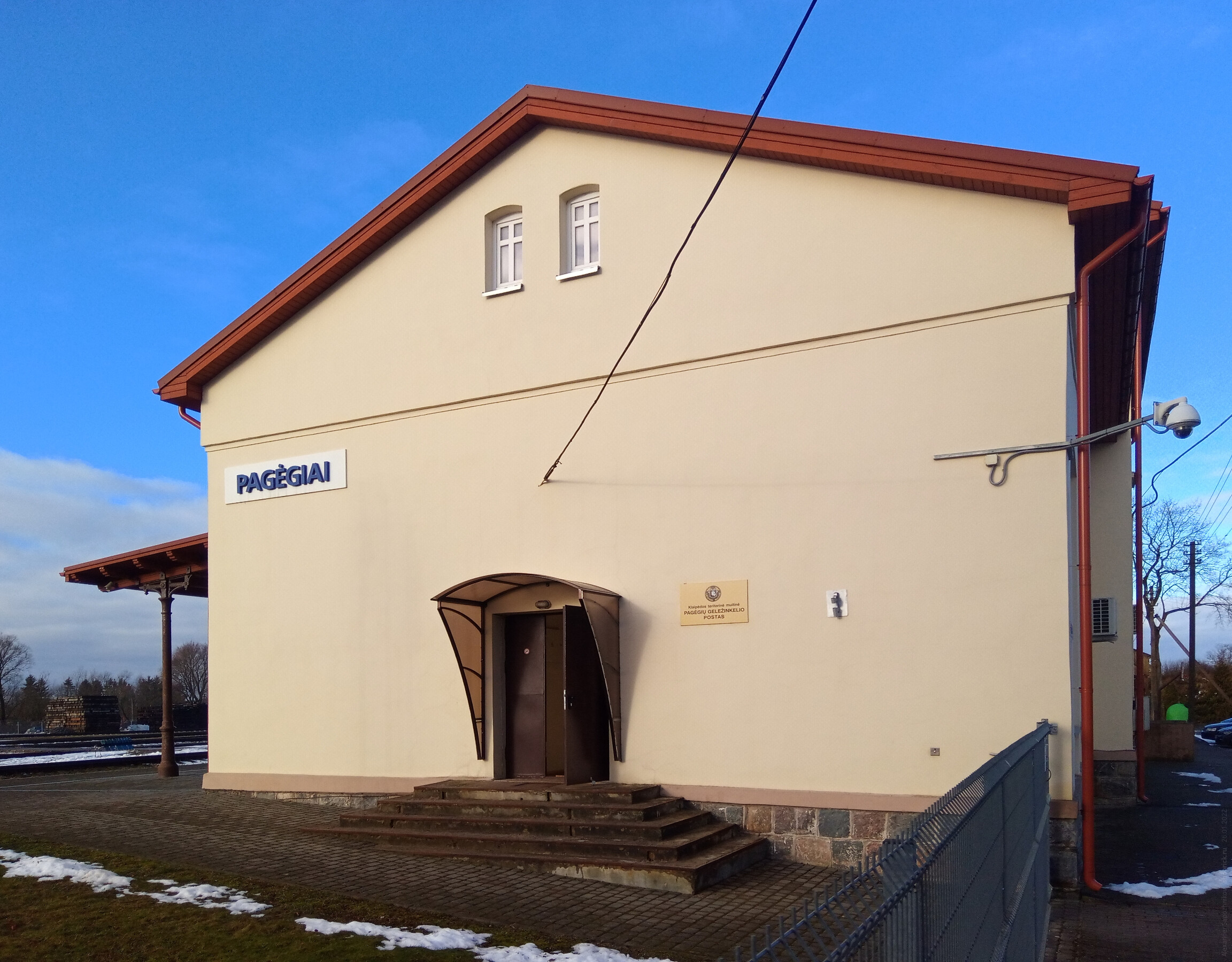
La gare ferroviaire.